# Cryptochiridae
Cryptochiridae là một họ cua được biết đến như là cua u san hô hay cua bướu san hô. Chúng sống bên trong các chỗ ở trong san hô và gây ra sự hình thành các u hay bướu trong cấu trúc san hô. Họ này hiện được đặt trong liên họ của chính nó là Cryptochiroidea.
Cua bướu san hô là dị hình giới tính, với cua đực nhỏ hơn nhiều so với cua cái. Trái với cua cái, phần lớn cua đực sống tự do và chỉ "vếng thăm" cua cái để giao phối.
Các loài trong họ này chủ yếu sinh sống trong các vùng nước nông nơi chúng sinh sống chung với các loài san hô đá, nhưng chúng cũng được ghi nhận trong các cột nước từ vùng trung sáng rõ tới các vùng nước sâu. Nguồn thức ăn của chúng có lẽ là các chất nhầy do san hô tiết ra cũng như các loại mảnh vụn khác nhau. Một số loài được cho là sinh vật kiếm ăn theo kiểu lọc nước.
Do kích thước của cua có liên quan đến kích thước của u bướu, nên rất có thể là cua đã tạo ra các u bướu này chứ không phải chỉ là sống ngẫu nhiên trong nơi ở bên trong san hô. Các nhóm cua u bướu có quan hệ họ hàng gần cũng chia sẻ các kiểu u bướu tương tự, gợi ý rằng cua ảnh hưởng tới hình thái học của các u bướu này.

## Các chi
Họ này chứa 21 chi với 53 loài.
- Cecidocarcinus Kropp & Manning, 1987: 2 loài.
- Cryptochirus Heller, 1861: 2 loài.
- Dacryomaia Kropp, 1990: 2 loài.
- Detocarcinus Kropp & Manning, 1987: 1 loài (Detocarcinus balssi).
- Fizesereneia Takeda & Tamura, 1980: 7 loài.
- Fungicola Serene, 1966: 3 loài.
- Hapalocarcinus Stimpson, 1859: 1 loài (Hapalocarcinus marsupialis).
- Hiroia Takeda & Tamura, 1981: 1 loài (Hiroia krempfi).
- Kroppcarcinus Badaro, Neves, Castro & Johnsson, 2012: 1 loài (Kroppcarcinus siderastreicola).
- Lithoscaptus A. Milne-Edwards, 1862: 10 loài.
- Luciades Kropp & Manning, 1996: 1 loài (Luciades agana).
- Neotroglocarcinus Fize & Serene, 1957: 2 loài.
- Opecarcinus Kropp & Manning, 1987: 9 loài.
- Pelycomaia Kropp, 1990: 1 loài (Pelycomaia minuta).
- Pseudocryptochirus Hiro, 1938: 1 loài (Pseudocryptochirus viridis).
- Pseudohapalocarcinus Fize & Serène, 1956: 1 loài (Pseudohapalocarcinus ransoni).
- Sphenomaia Kropp, 1990: 1 loài (Sphenomaia pyriformis).
- Troglocarcinus Verrill, 1908: 2 loài.
- Utinomiella Kropp & Takeda, 1988: 1 loài (Utinomiella dimorpha).
- Xynomaia Kropp, 1990: 3 loài.
- Zibrovia Kropp & Manning, 1996: 1 loài (Zibrovia galea).